# Жоран
Жоан Пелетие (на френски: Johanne Pelletier), с псевдоним Жоран (на френски: Jorane), е канадска певица и виолончелистка.
Известна е с нейното характерно използване на типични за класическата музика инструменти, както и със способността си да пее, докато свири на виолончело.
Има издадени 5 албума. Участва в музикални проекти.

## Дискография
- Vent Fou (1999)
- 16MM (2001)
- Live au Spectrum (2002)
- Evapore (2003)
- The You and the Now (2004)
- Canvas or Canvass (internet project) (2007)
- Vers à soi (2007)